# او۵۵ (متروی برلین)
او۵۵ (آلمانی: U55) یکی از خطوط متروی برلین است که در سال ۲۰۰۹ تاسیس و دارای ۳ ایستگاه و ۱.۸ کیلومتر طول است.

## نگارخانه

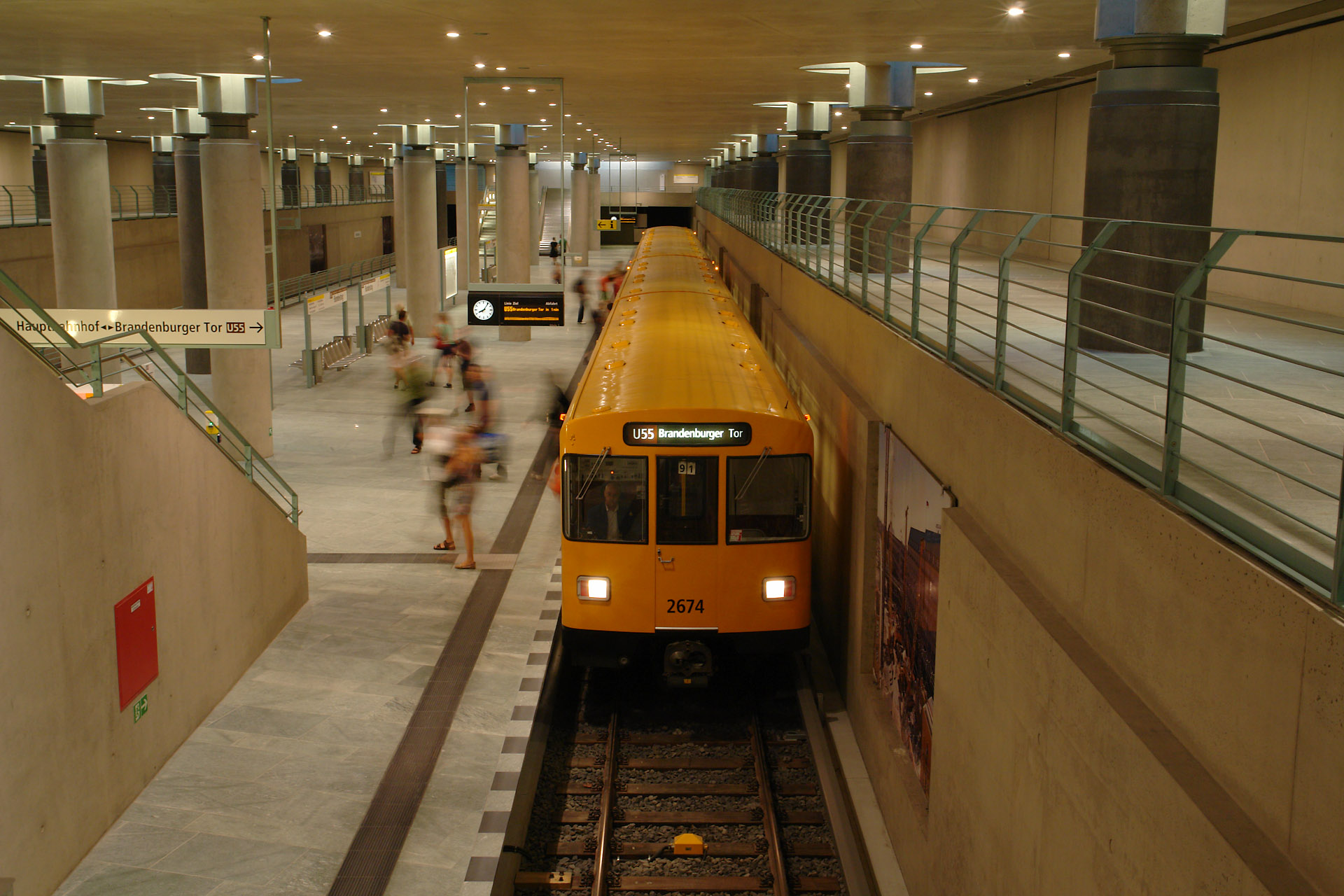
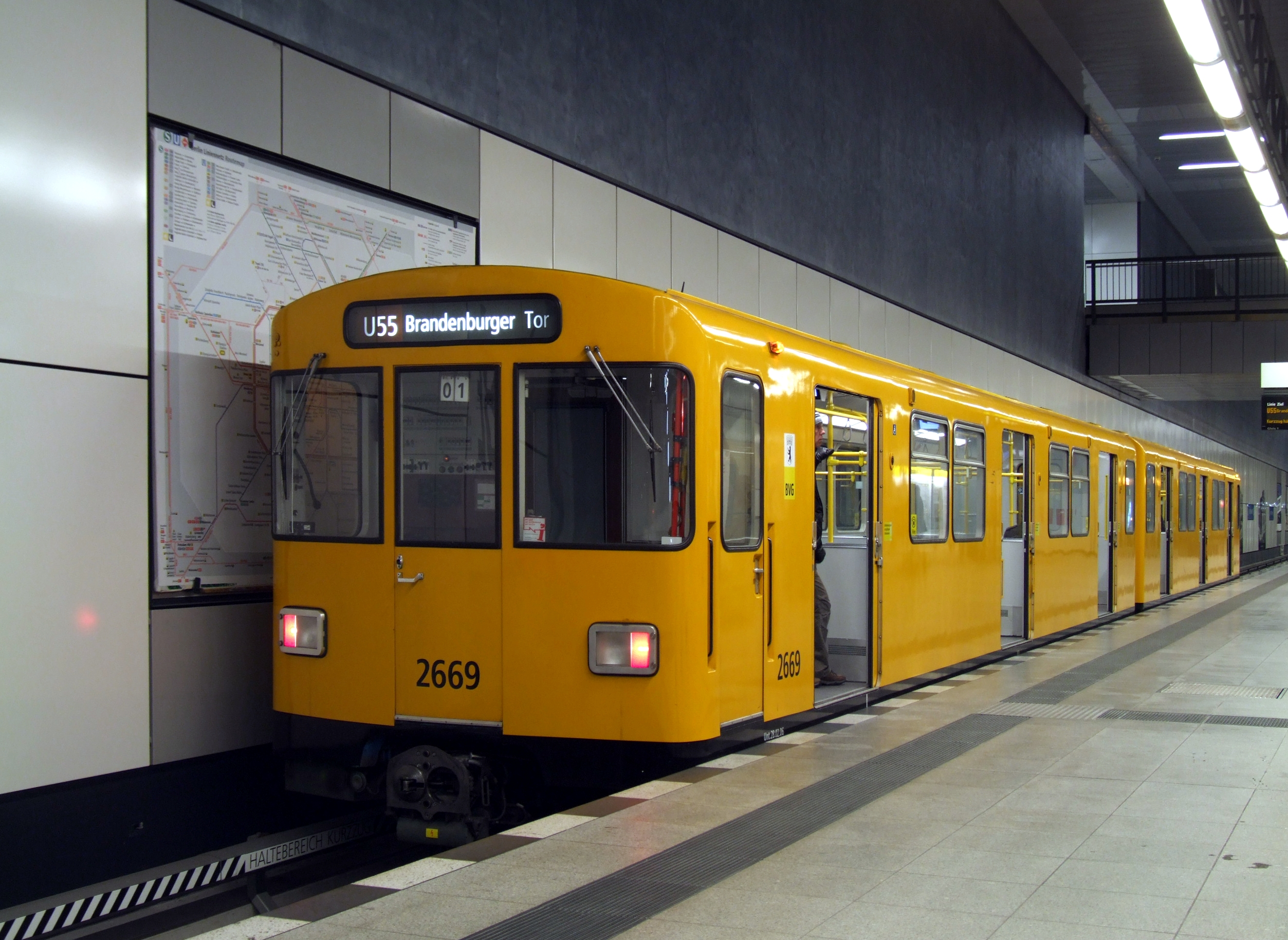
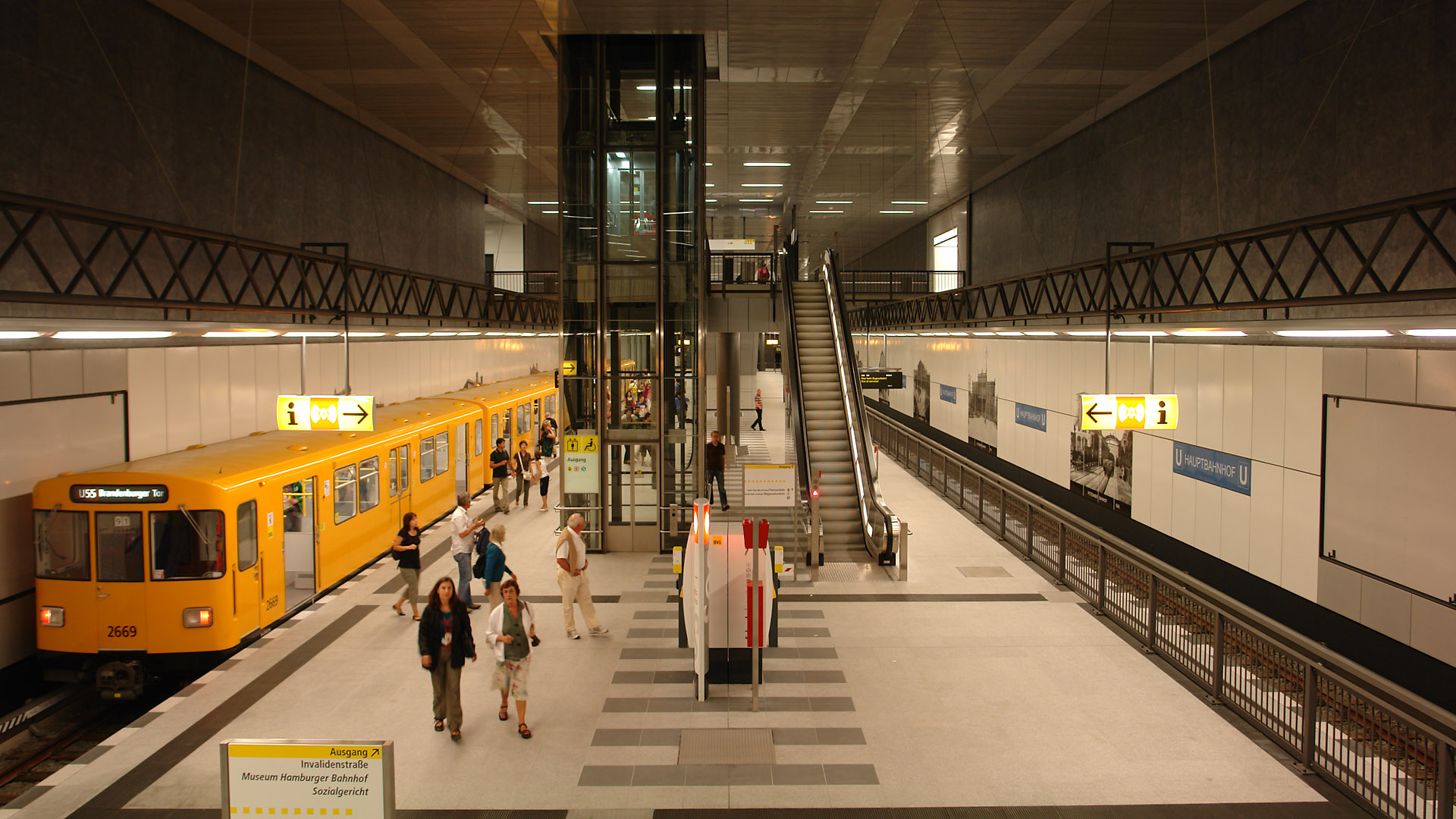
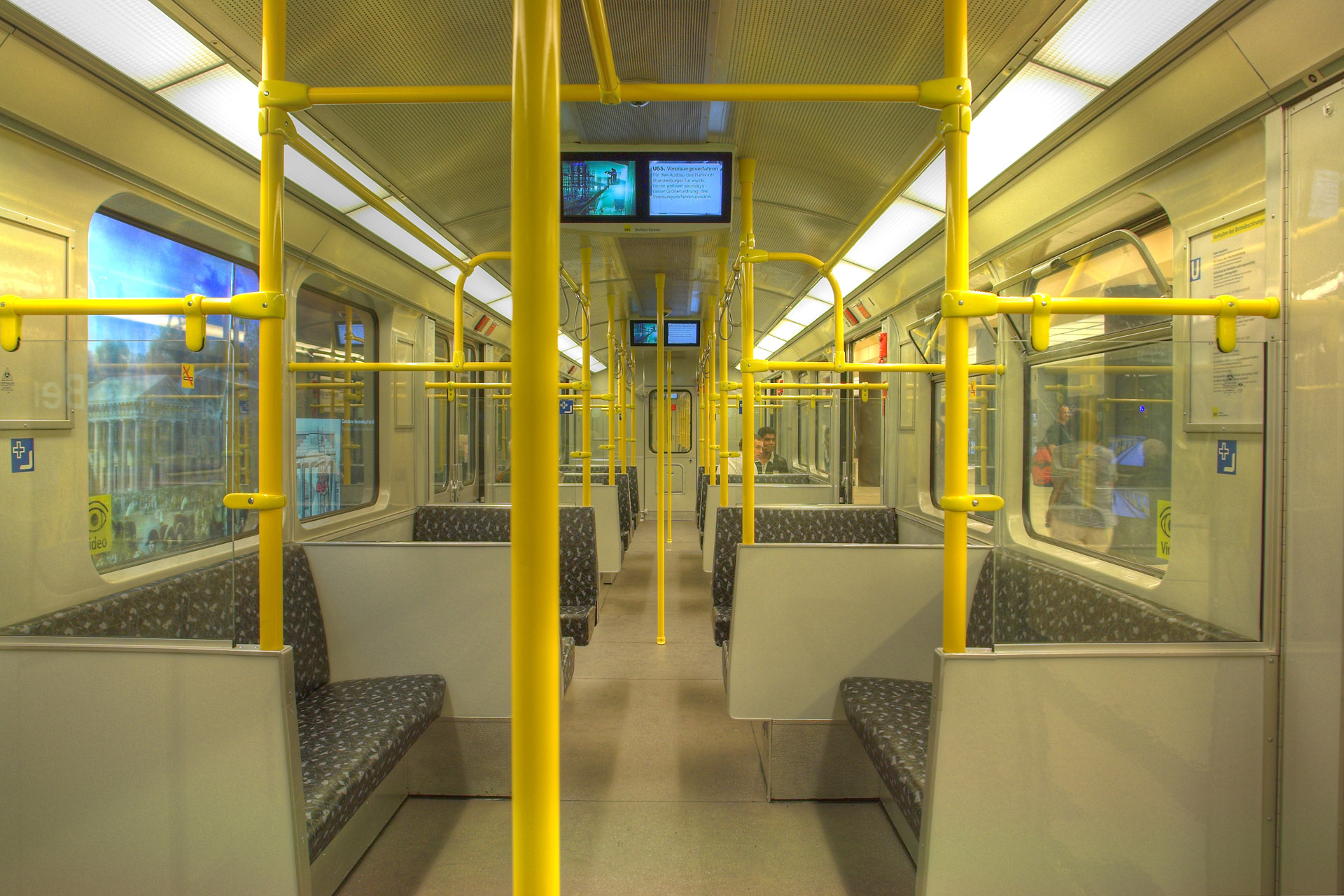

## ایستگاه‌ها
| نام                           | تقاطع              |
| ایستگاه راه‌آهن مرکزی برلین    | S 3, S 5, S 7, S 9 |
| Bundestag                     |                    |
| ایستگاه براندنبورگر تور برلین | S 1, S 2, S 25,    |